# Mora (tổng)
Mora là một tổng ở tỉnh San José thuộc Costa Rica. Tổng này có diện tích 162,04 km², và dân số là 23.004 người. Thủ phủ của tổng này là Ciudad Colón.
Sông Virilla tạo thành ranh giới phía bắc của tổng còn phía tây là các sông Chucás, Quebrada Grande, Río Viejo và sông Tabarcia làm ranh giới. Các sông Río Jorco, Río Tabarcia và sông Río Negro làm ranh giới phía nam, còn ranh giới phía đông là các dãy đồi. Tổng được thành lập theo sắc lệnh ngày 25 tháng 5 năm 1883. Ba năm sau, tổng được đổi tên thành Mora để vinh danh Juan Rafael Mora Porras (1814-1860), tổng thống thứ nhì của Costa Rica.
Tổng Mora được chia thành 5 huyện.
1. Colón
2. Guayabo
3. Tabarcia
4. Piedras Negras
5. Picagres